# 新越谷駅
新越谷駅（しんこしがやえき）は、埼玉県越谷市南越谷一丁目にある、東武鉄道伊勢崎線の駅である。「東武スカイツリーライン」の愛称区間に含まれる。駅番号はTS 20。

## 歴史
1973年4月1日に国鉄（現・JR）武蔵野線の府中本町駅 - 新松戸駅間が開業し、県南部を横断して東西方向の交通が便利になった。東武伊勢崎線と交差する箇所に南越谷駅が開業したが、開業当初は東武伊勢崎線の駅がなかったため、乗換客は約1キロメートル離れた蒲生駅からの徒歩連絡を余儀なくされた。これは越谷市と東武鉄道の間で駅舎の用地買収に関する交渉が難航していたことによる。用地交渉の結果、越谷市の市有地のうち複々線用地を東武鉄道に譲渡してそれ以外は東武鉄道が買収することで決着し、1974年7月23日に武蔵野線との乗換駅として当駅、新越谷駅が開業した。開業当初に想定されていた一日平均乗降人員は25,000人であり、普通列車のみの停車駅となった。
武蔵野線は開通当初から高架駅だったのに対し、東武伊勢崎線は地上駅だったために街は東西に分断された。沿線開発が進むにつれて列車の本数が増え、踏切による交通渋滞が絶えなかった。その問題を解決するために1989年に都市計画に基づく高架複々線化工事が着工となり、1993年に下りホームが、1994年に上りホームが高架となり、踏切が除却された。1997年に草加駅 - 越谷駅間の複々線化が完成し、この時に実施したダイヤ改正で準急停車駅となった。1998年に梶建築設計事務所設計による5階建ての新駅舎が竣工し、駅ビル「新越谷ヴァリエ」がオープンした。

### 年表
- 1973年（昭和48年）4月1日 - 日本国有鉄道（国鉄）武蔵野線の府中本町駅 - 新松戸駅間の開業に伴い、南越谷駅が設置。
- 1974年（昭和49年）7月23日 - 東武鉄道により新越谷駅（当駅）が開業し、南越谷駅との乗り換え機能を果たす[5]。
- 1987年（昭和62年）11月 - 蒲生駅 - 北越谷駅間を高架複々線化する埼玉県の都市計画事業が計画決定。
- 1989年（平成元年）7月 - 都市計画に基づく高架複々線化工事着工。
- 1993年（平成5年）10月8日 - 下りホームが高架化[1]。エスカレーター2基が供用開始。
- 1994年（平成6年）
  - 11月2日 - 上りホームが高架化[2]。
  - 12月3日 - 西口のエスカレーター2基が供用開始。
- 1995年（平成7年）
  - 1月21日 - 改札口が3階に移動し、改札外のエスカレーター2基が供用開始[6]。
  - 9月23日 - 下りホームのエレベーター1基と改札外のエレベーター1基が供用開始。
- 1996年（平成8年）7月26日 - エレベーター1基とエスカレーター2基が供用開始。
- 1997年（平成9年）
  - 3月24日 - 東口のエスカレーター2基が供用開始。
  - 3月25日 - 越谷駅以南の高架複々線化完了に伴うダイヤ改正で、当駅は準急停車駅となり、当駅以南のみを速達運転する区間準急が新設され、停車駅となる。
  - このダイヤ改正以前は各駅停車のみしか停車しない駅であり、武蔵野線との乗り換えの利便性や、周辺部の開発による人口増加などから準急停車の要望が高まっていた。当時は越谷で準急から各駅停車に乗り換える当駅利用客と北千住・日比谷線方面の各駅停車利用客が重なり、平日の朝のラッシュ時の混雑が激しかった。
- 1998年（平成10年）3月26日 - 5階建ての新駅舎が竣工し、駅ビル「新越谷ヴァリエ」が開業[4]。
- 2002年（平成14年）12月 - 「尾瀬夜行」「スノーパル」の停車駅となる。
- 2003年（平成15年）3月19日 - 帝都高速度交通営団（現・東京地下鉄）半蔵門線直通列車（通勤準急・区間準急）の運行および停車開始。
- 2006年（平成18年）3月18日 - ダイヤ改正により、通勤準急・準急・区間準急（押上行き及び半蔵門線直通）が名称変更され、急行・区間急行・準急の停車駅となる。
- 2010年（平成22年）12月20日 - 発車メロディを導入、越谷駅・せんげん台駅とともに運用を開始。
- 2012年（平成24年）3月17日 - TS 20の駅番号が設定される[7]。
- 2015年（平成27年）8月1日 - 第31回南越谷阿波踊りに合わせて、8月31日までの期間限定で発車メロディを阿波踊りの囃子をイメージしたメロディに変更[8]。2016年（平成28年）以降も8月1日から8月31日までの期間限定で変更。
- 2020年（令和2年）6月6日 - ダイヤ改正により、THライナーの停車駅となる。
- 2021年（令和3年）
  - 2月27日 - 1・4番線でホームドアの使用を開始[9]。
  - 3月7日 - 2・3番線でホームドアの使用を開始[9]。

## 駅構造
島式ホーム2面4線を有する高架駅。内側2線は緩行線、外側2線は急行線である。
元々は、当地で交差する武蔵野線が地上を走る伊勢崎線を跨いでいた。後の同線の高架化に伴い、武蔵野線の高架橋の上を伊勢崎線がさらに跨ぐ形となった。そのため、当駅は5階建てのビル程度の高さにあり、駅を挟んで南北に急勾配区間が存在する。なお、当駅建設当時は地上に2面2線のホームがあり、武蔵野線高架の南側に橋上駅舎が存在していた。その後高架工事の際に1面2線のホームに変更された。東武鉄道は、複々線化後も地平ホームで当駅を運用する予定であったが、地上路線による地域分断を避けたい越谷市をはじめとする地元の強い要望によって、武蔵野線の上を跨ぐ形での立体交差となった。

### のりば
| 番線 | 路線                   | 方向 | 軌道   | 行先                                                                               |
| ---- | ---------------------- | ---- | ------ | ---------------------------------------------------------------------------------- |
| 1    | 東武スカイツリーライン | 上り | 急行線 | 北千住・とうきょうスカイツリー・浅草・ 半蔵門線 渋谷・ 東急田園都市線 中央林間方面 |
| 2    | 東武スカイツリーライン | 上り | 緩行線 | 獨協大学前・北千住・とうきょうスカイツリー・浅草・ 日比谷線 中目黒方面             |
| 3    | 東武スカイツリーライン | 下り | 緩行線 | 北越谷・北春日部・東武動物公園・ 日光線 南栗橋方面                                 |
| 4    | 東武スカイツリーライン | 下り | 急行線 | 春日部・東武動物公園・ 伊勢崎線 久喜・ 日光線 南栗橋方面                           |

- 上記の路線名は旅客案内上の名称（「東武スカイツリーライン」は愛称）で表記している。
- 春日部方面への準急・区間準急は当駅から各駅に停車する（北越谷までは複々線外側の急行線を走る）[10]。ラッシュ時は2駅先の北越谷止まりの各駅停車が多いため、それを補う形となっている。
- 駅ビル「ヴァリエ」が駅を包み込むように立地する。改札口は駅ビル3階へ向かう小さいものと西口方面への大きいものとがある[11]。
- 南越谷駅への乗り換えは改札口を出て、屋根のある地上の連絡通路を通る。両駅とも高架駅ではあるが、相互乗り換えの際は両駅ともエスカレーターやエレベーター等が設けられてはいるが一旦地上に降りる必要があるため、乗り換えには若干時間を要する。
- 特急は全列車が通過するが、浅草駅発の臨時夜行列車「尾瀬夜行」「スノーパル」は当駅に停車する。日比谷線直通では、2020年6月6日に有料座席指定列車「THライナー」の運転を開始し、当駅も停車駅となる。当駅では朝の恵比寿行きが乗車のみ、夕方以降の久喜行きは降車のみ取り扱いとなり、東武スカイツリーライン・伊勢崎線内のみの乗車はできない[12]。それに合わせる形で、当駅を発着する普通列車は一部を除き日比谷線直通となったため、浅草駅方面への行き来をする場合は北千住駅もしくは西新井駅・草加駅・当駅などで乗り換える必要がある[注釈 1]。
- ホームの天井は北越谷駅同様2番線と3番線の間にある柱で支えられており、ホーム上には柱がほとんどない。
- 駅名標の隣接駅名表記は草加駅と西新井駅と同様急行線と緩行線で分かれている。同じ急行停車駅である越谷駅と北千住駅については、前者は下り方の準急・区間準急が各駅に停車するため、後者は全ホーム普通列車が発着できる構造のため緩行線の駅名となっている。

### バリアフリー対応
自動券売機
- 点字対応
- 車椅子未対応

駅入口 - 改札口間連絡状況
- エレベーター有

改札口 - ホーム間連絡状況
- エレベーター有

トイレ
- 多機能トイレ有（オストメイト対応）

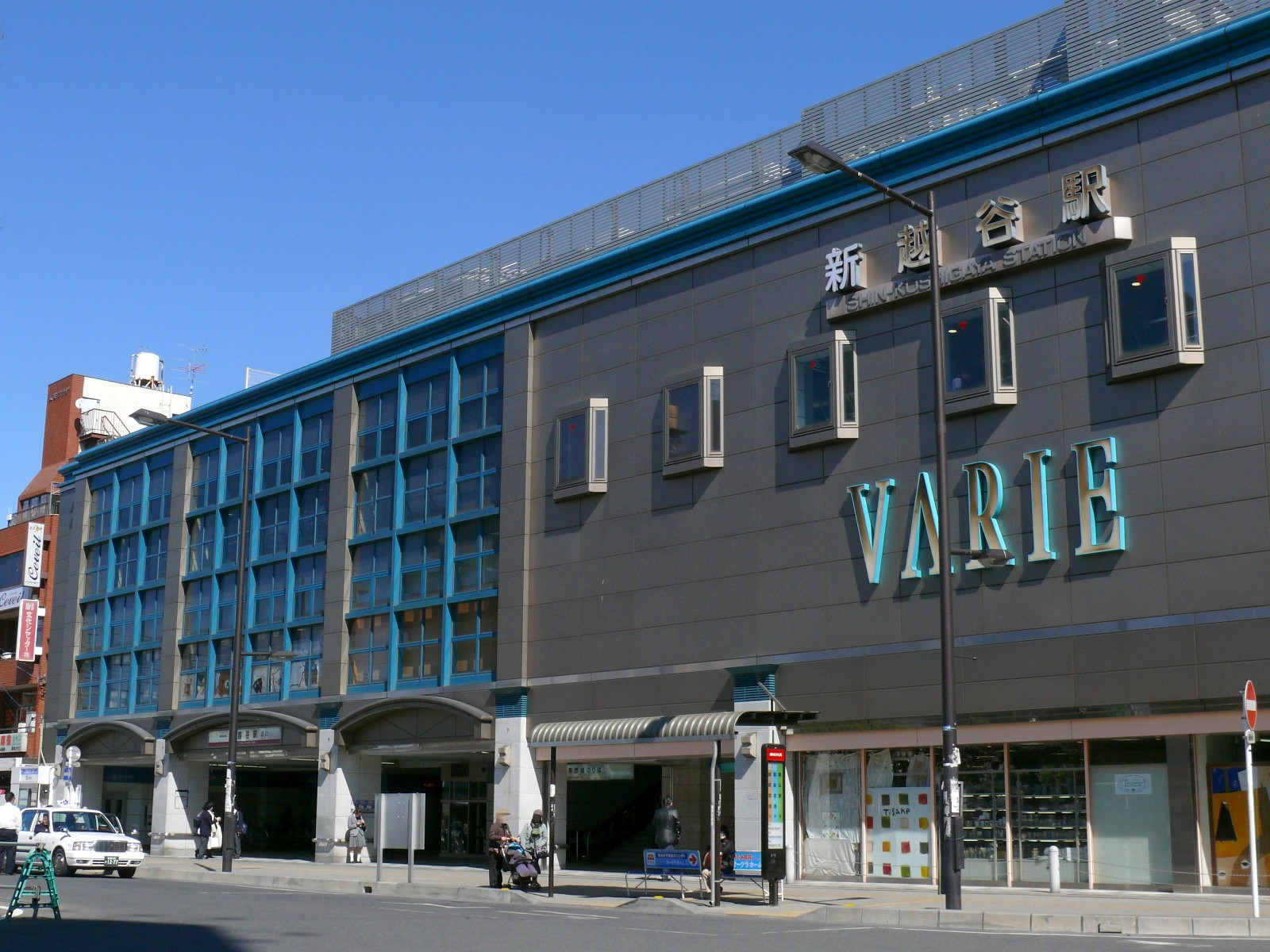
西口（駅ビル「ヴァリエ」）。画像下の中央に高速バス乗り場がある（2008年3月6日）
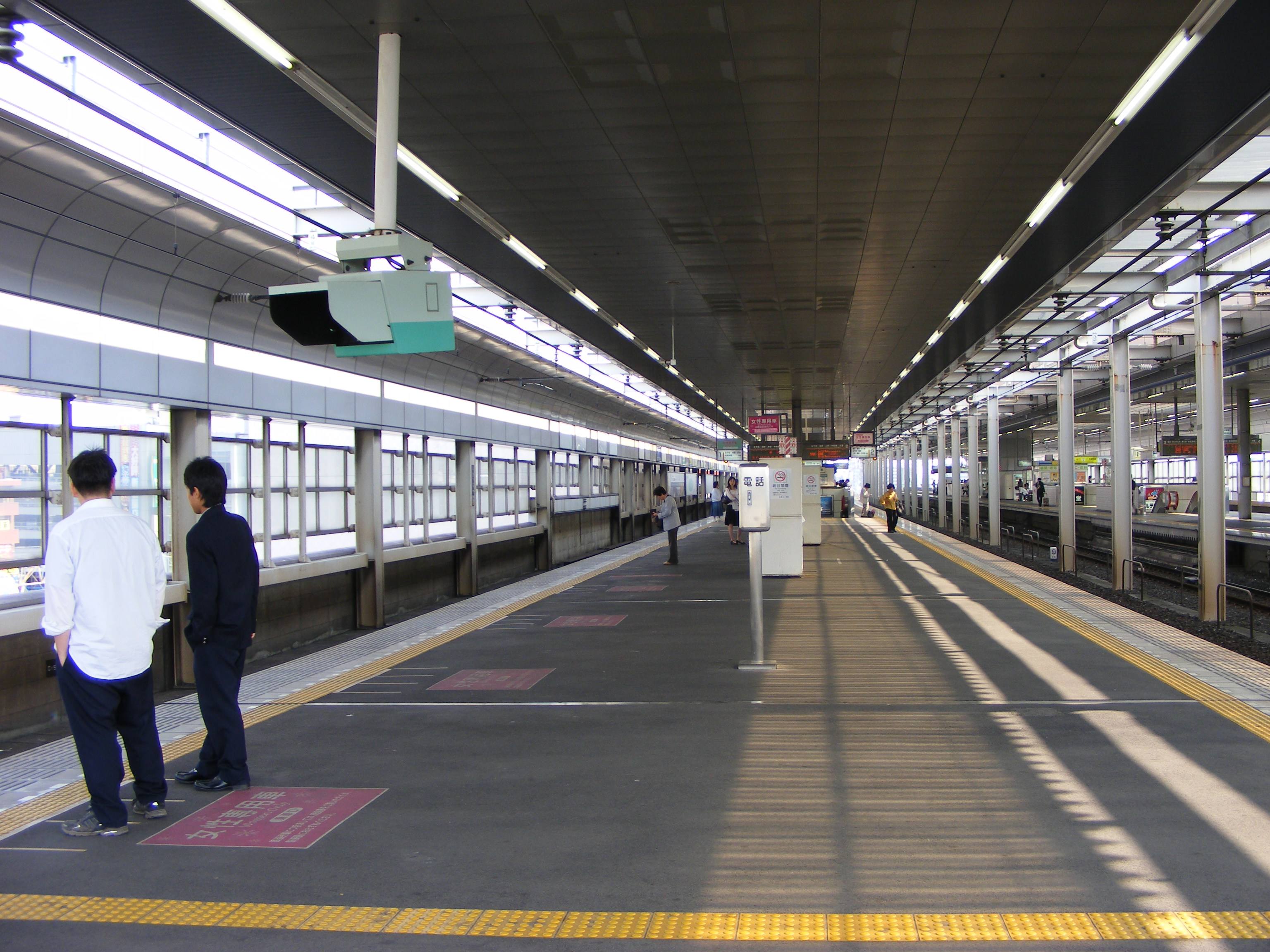
1・2番線ホーム（2008年5月17日）
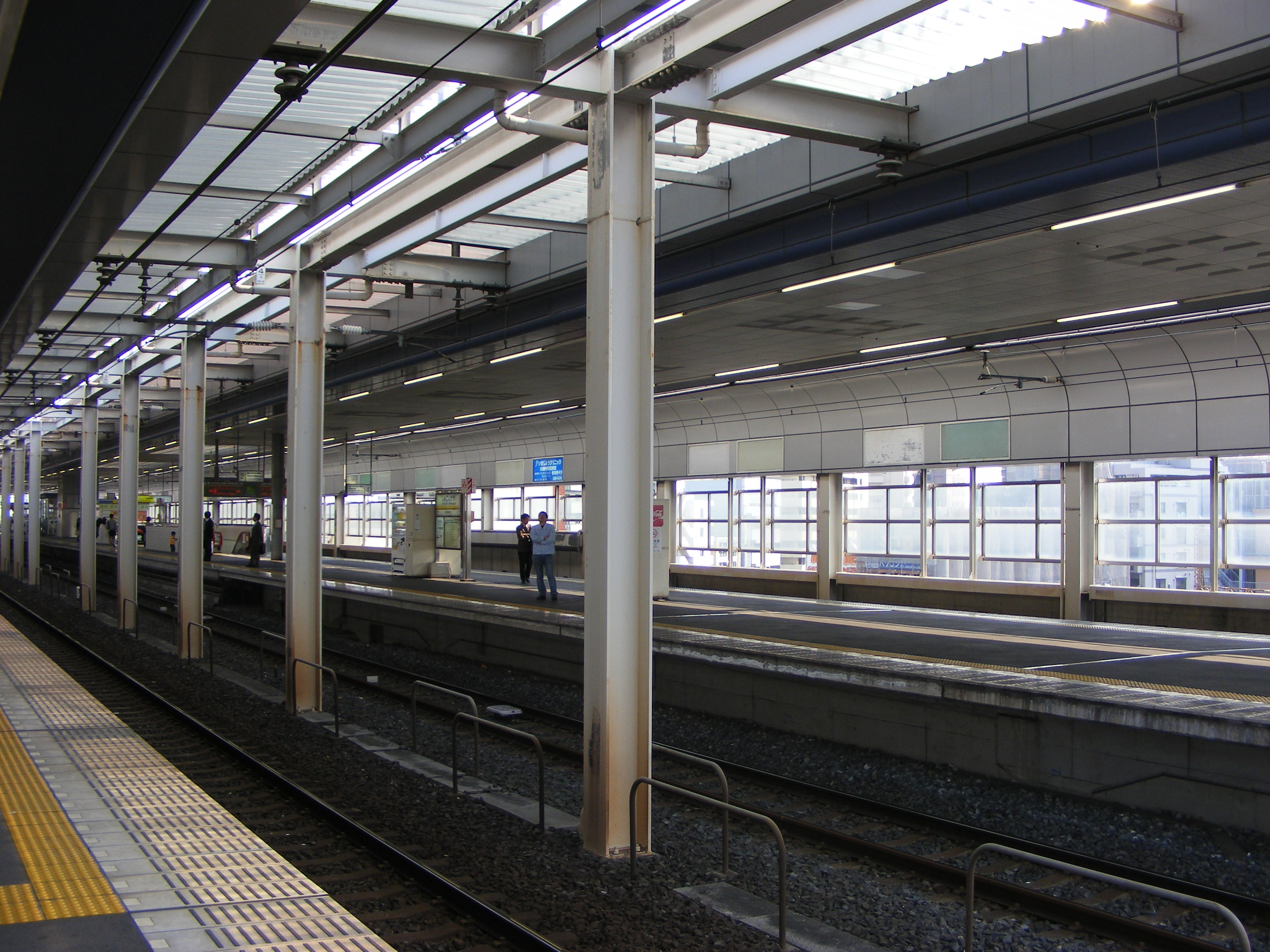
3・4番線ホーム（2008年5月17日）
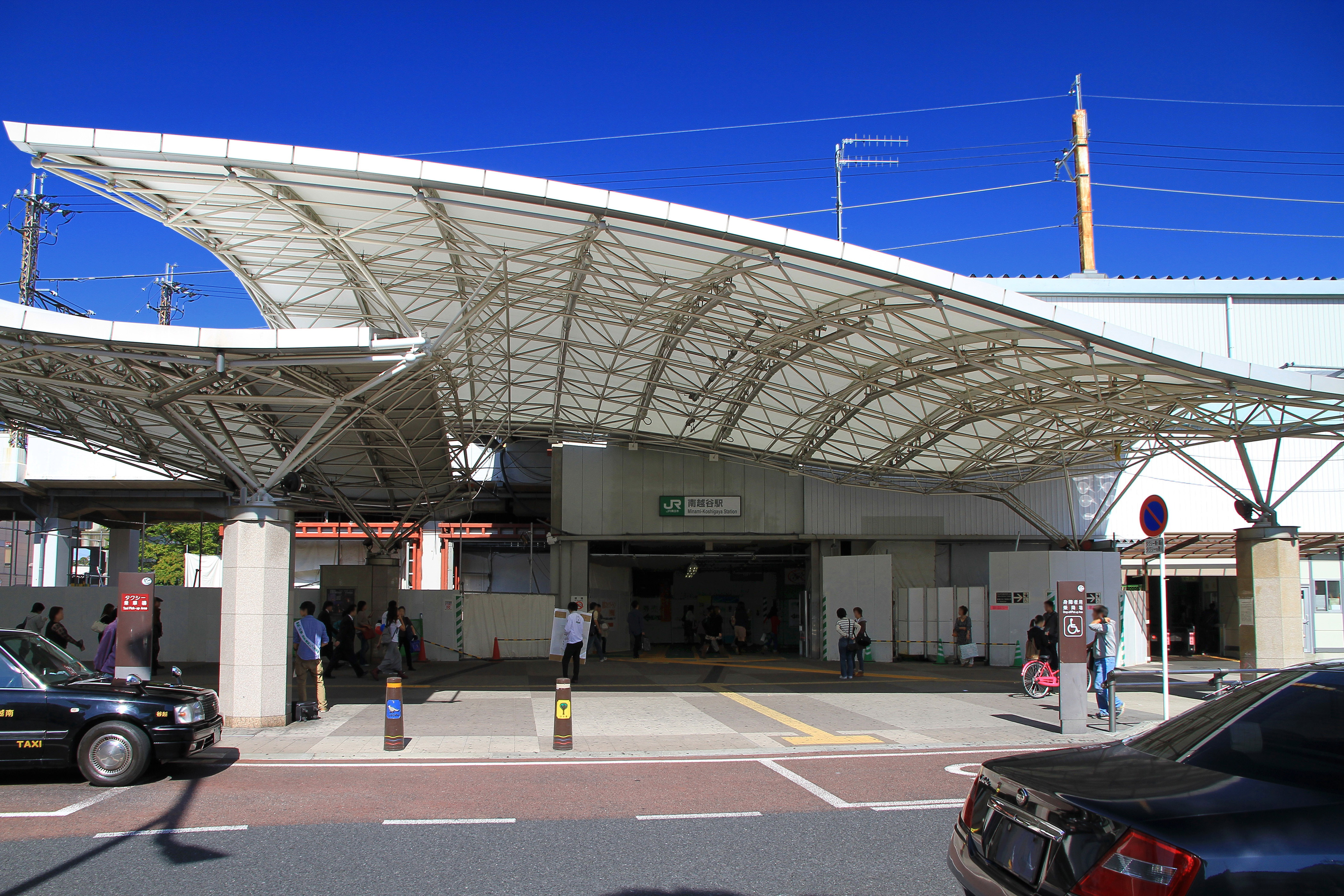
乗換駅である南越谷駅（南口）（2012年10月21日）
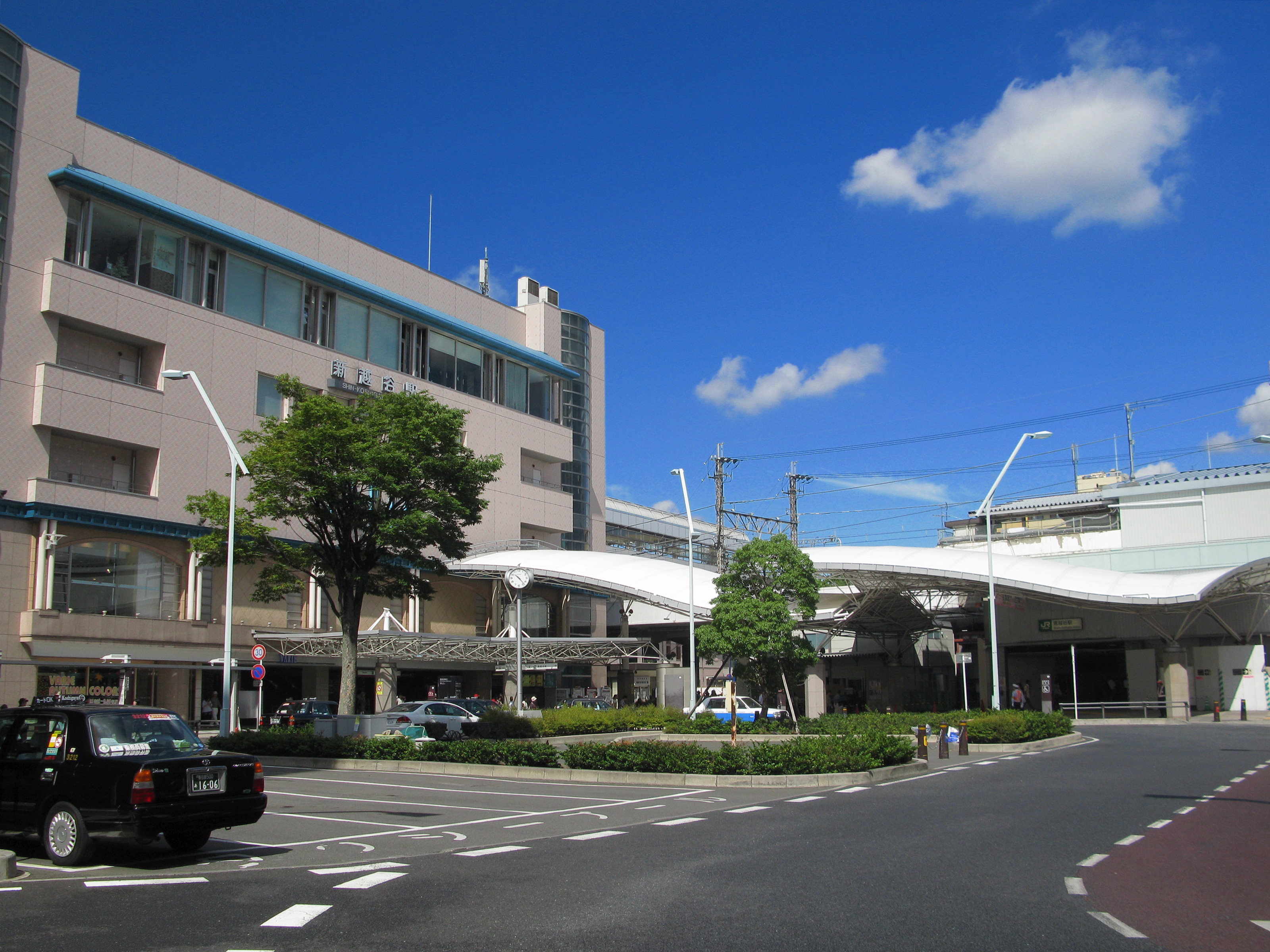
南越谷駅（南口）新越谷駅東口ロータリー（2012年9月24日）
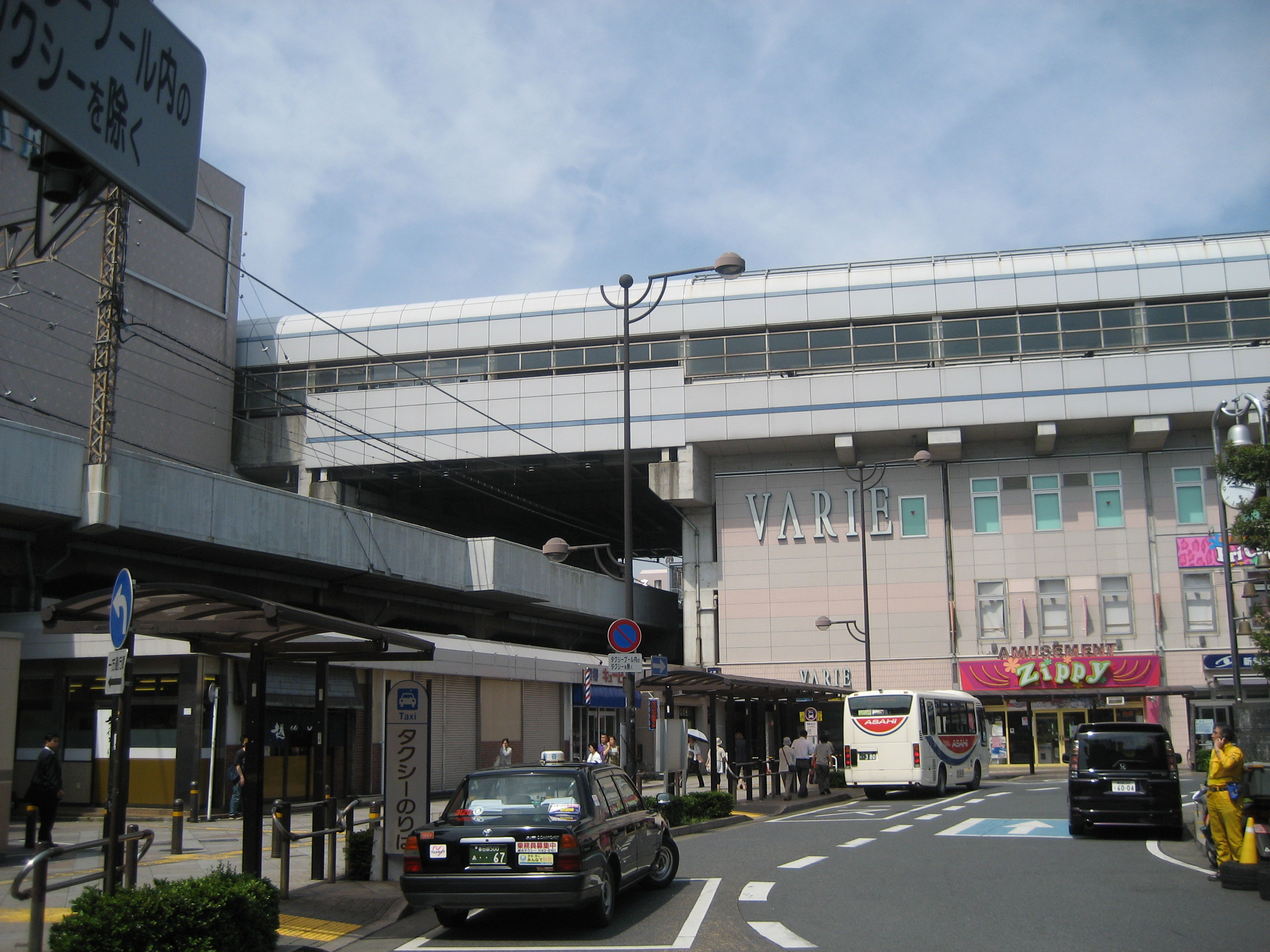
JR武蔵野線と東武伊勢崎線との交差部（2008年6月10日）
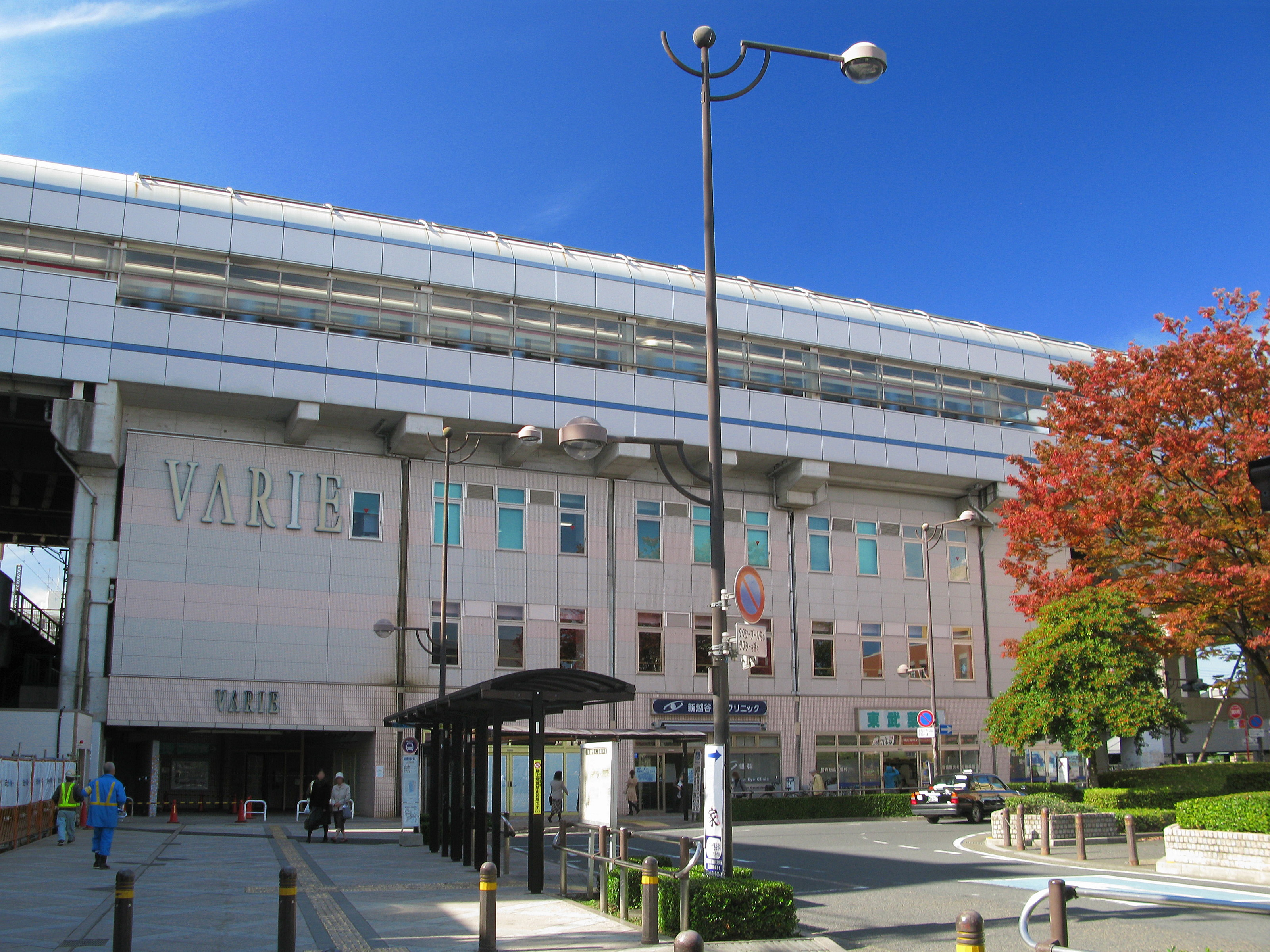
ヴァリエプラザ館（2012年11月9日）

## 利用状況
2024年度の一日平均乗降人員は143,083人である。伊勢崎線内では北千住駅に次ぐ第2位である。東武鉄道全体でも、2012年度に柏駅を上回り、北千住駅、池袋駅、和光市駅、朝霞台駅に次ぐ第5位となった。
開業当初、当駅周辺は田園地帯であり、乗換駅としても乗降人員が少なかった。しかし、駅周辺の開発が進んだことにより、1985年度からは準急停車駅の越谷駅を、1988年度からは春日部駅を上回る乗降人員となった。1993年度以降は一時期減少したものの、当駅に準急が停車するようになった1997年度は増加に転じた。それ以降、現在に至るまで増加傾向が続いている。
開業以降の1日平均乗降・乗車人員の推移は以下の通り｡

### 昭和
| 年度               | 一日平均 乗降人員 | 一日平均 乗車人員 |
| ------------------ | ----------------- | ----------------- |
| 1974年（昭和49年） |                   | 7,647             |
| 1975年（昭和50年） | 21,749            | 10,738            |
| 1976年（昭和51年） |                   | 10,467            |
| 1977年（昭和52年） |                   | 14,590            |
| 1978年（昭和53年） |                   | 16,100            |
| 1979年（昭和54年） |                   | 19,546            |
| 1980年（昭和55年） | 41,657            | 20,829            |
| 1981年（昭和56年） |                   | 22,570            |
| 1982年（昭和57年） |                   | 23,901            |
| 1983年（昭和58年） |                   | 25,131            |
| 1984年（昭和59年） |                   | 27,025            |
| 1985年（昭和60年） | 57,825            | 29,044            |
| 1986年（昭和61年） |                   | 31,356            |
| 1987年（昭和62年） |                   | 34,160            |
| 1988年（昭和63年） |                   | 37,818            |

### 平成
| 年度               | 1日平均 乗降人員 | 1日平均 乗車人員 |
| ------------------ | ---------------- | ---------------- |
| 1989年（平成元年） |                  | 40,566           |
| 1990年（平成02年） | 88,182           | 43,421           |
| 1991年（平成03年） |                  | 45,520           |
| 1992年（平成04年） |                  | 47,014           |
| 1993年（平成05年） |                  | 47,723           |
| 1994年（平成06年） |                  | 47,672           |
| 1995年（平成07年） |                  | 47,181           |
| 1996年（平成08年） | 92,286           | 46,489           |
| 1997年（平成09年） |                  | 50,169           |
| 1998年（平成10年） | 103,677          | 53,925           |
| 1999年（平成11年） | 113,097          | 55,271           |
| 2000年（平成12年） | 109,613          | 57,182           |
| 2001年（平成13年） | 115,321          | 58,088           |
| 2002年（平成14年） | 116,080          | 58,567           |
| 2003年（平成15年） | 119,003          | 60,200           |
| 2004年（平成16年） | 120,807          | 61,188           |
| 2005年（平成17年） | 121,043          | 61,285           |
| 2006年（平成18年） | 122,785          | 62,147           |
| 2007年（平成19年） | 128,247          | 64,166           |
| 2008年（平成20年） | 132,535          | 66,236           |
| 2009年（平成21年） | 133,489          | 66,606           |
| 2010年（平成22年） | 134,209          | 66,875           |
| 2011年（平成23年） | 135,532          | 67,579           |
| 2012年（平成24年） | 140,311          | 69,849           |
| 2013年（平成25年） | 143,604          | 71,503           |
| 2014年（平成26年） | 143,125          | 71,246           |
| 2015年（平成27年） | 147,994          | 73,694           |
| 2016年（平成28年） | 150,581          | 74,487           |
| 2017年（平成29年） | 152,540          | 75,491           |
| 2018年（平成30年） | 153,304          | 75,921           |

### 令和
| 年度               | 1日平均 乗降人員 | 1日平均 乗車人員 | 出典       |
| ------------------ | ---------------- | ---------------- | ---------- |
| 2019年（令和元年） | 151,316          | 75,005           | [ 東武 3 ] |
| 2020年（令和02年） | 112,019          | 55,622           | [ 東武 4 ] |
| 2021年（令和03年） | 125,073          | 62,132           | [ 東武 5 ] |
| 2022年（令和04年） | 134,580          | 66,803           | [ 東武 6 ] |
| 2023年（令和05年） | 139,076          | 69,009           | [ 東武 7 ] |
| 2024年（令和06年） | 143,083          | 71,011           | [ 東武 1 ] |

## 駅周辺
武蔵野線の交点である当地に駅が開業してからは交通の要衝として栄え、伊勢崎線の複々線化後はさらに大規模な商業施設が急速に集積した。また周囲の住宅地開発も進行する一方で、これらも乗降客数増加の一因となっている。
乗換駅
- 南越谷駅 - 東日本旅客鉄道（JR東日本）武蔵野線駅番号はJM 22。

行政
- 越谷市役所 南部出張所
- 越谷市 越谷コミュニティセンター（越谷サンシティ）
  - サンシティホール
  - 越谷市立図書館 南部図書室
- 越谷市 南越谷地区センター 
  - 南越谷公民館「パレット」
- 越谷市南部浄水場
- 越谷警察署南越谷駅前交番

日本郵政グループ事業所
- 新越谷郵便局
- 南越谷郵便局
- 越谷柳田郵便局
- 越谷登戸郵便局

金融機関
- 埼玉りそな銀行 南越谷支店
- 常陽銀行 越谷支店
- 川口信用金庫 南越谷支店
- いちよし証券 越谷支店
- 朝日生命保険 越谷支社
- 第一生命保険 埼玉東部支社
- 三井住友海上火災保険 越谷支社
- AIG損害保険 越谷支店
- 群馬銀行 越谷支店

商業施設
- 新越谷ヴァリエ（駅ビル）[4]
- イオン 南越谷店（旧ダイエー）
- ピアシティ南越谷（カスミ 南越谷店）
- タイムズカーレンタル 新越谷駅前店
- TBSハウジング 新越谷会場
- ヤマダデンキ テックランド南越谷店
- ベルクス 南越谷店
- ベルク 越谷西方店

病院
- 獨協医科大学埼玉医療センター（旧獨協医科大学越谷病院）
- 南越谷病院
- 越谷動物愛護病院
- 新越谷病院

学校
- CAD製図専門学校
- 越谷市立富士中学校
- 越谷市立南越谷小学校
- 小池学園専門学校
- 埼玉東萌短期大学

予備校
- 東進衛星予備校 新越谷駅東口校

その他
- 越谷貨物ターミナル駅
- 越谷市科学技術体験センターミラクル
- 越谷市立登戸保育所

## 路線バス

### 東口
| 乗り場       | 乗り場 | 系統                                  | 行先         | 運行会社           | 備考                                 |
| ------------ | ------ | ------------------------------------- | ------------ | ------------------ | ------------------------------------ |
| 新越谷駅東口 | 1      | ミッドナイトアロー 春日部             | 春日部駅西口 | 東武バスセントラル | 深夜急行バス コロナ禍の為 長期運休中 |
| 新越谷駅東口 | 1      | ミッドナイトアロー 吉川・三郷・南流山 | 南流山駅     | 東武バスセントラル | 深夜急行バス コロナ禍の為 長期運休中 |
| 新越谷駅東口 | 3      | 南-01                                 | 新越谷駅東口 | グローバル交通     | 平日朝夕運転                         |

### 西口
| 乗り場       | 乗り場 | 系統         | 行先                            | 運行会社                                 |
| ------------ | ------ | ------------ | ------------------------------- | ---------------------------------------- |
| 新越谷駅西口 | 1      |              | 羽田空港                        | 東武バスセントラル 京浜急行バス          |
| 新越谷駅西口 | 1      | しらこばと号 | 成田空港 （コロナ禍の為運休中） | 東武バスセントラル 東京空港交通 千葉交通 |
| 新越谷駅西口 | 1      | あだたら号   | 郡山駅前                        | 東武バスセントラル 福島交通              |
| 新越谷駅西口 | 3      | 新越11       | 東川口駅北口                    | 国際興業バス                             |
| 新越谷駅西口 | 4      | 新越01       | 七左七丁目                      | 朝日自動車                               |
| 新越谷駅西口 | 4      | 新越02       | 出羽地区センター                | 朝日自動車                               |

## その他
- 駅名は開業当時に越谷市内で一番新しくできた東武鉄道の駅であることから「新越谷」と命名されているが後年越谷市内の鉄道駅では2008年（平成20年）3月15日、JR武蔵野線に越谷レイクタウン駅が開業しており、当駅が最も新しいわけではない。2016年（平成28年）には当駅の西側に「新越谷」の地名が誕生している。
- 新越谷駅の隣駅で1.0 km浅草方（南側）にある蒲生駅は、1899年（明治32年）12月20日の開業時から1908年（明治41年）12月25日の移転までは現在地より1.2 km久喜方（北側）に設置され、現在の新越谷駅に極めて近い位置で営業しており、現在の新越谷駅周辺地区においては66年間の空白の後に東武鉄道の駅が再び設置されたこととなる。

## 隣の駅
東武鉄道
 東武スカイツリーライン
- □THライナー停車駅（久喜行きは降車のみ、恵比寿行きは乗車のみの取扱い）

■急行・■区間急行・■準急・■区間準急（準急・区間準急は越谷方当駅から各駅に停車）
草加駅 (TS 16) - 新越谷駅 (TS 20) - 越谷駅 (TS 21)
■普通
蒲生駅 (TS 19) - 新越谷駅 (TS 20) - 越谷駅 (TS 21)